# Lingua svan
La lingua svan o svano (ლუშნუ ნინ, lušnu nin, in georgiano სვანური ენა?, svanuri ena) è una lingua cartvelica parlata in Georgia, nella regione della Svanezia, dal sottogruppo etnico degli Svani.

## Distribuzione geografica
Lo svano è una lingua nativa parlata da circa 15 000 persone (Ethnologue 2009), facenti parte di una suddivisione etnica del popolo georgiano che vive nelle montagne della Svanezia, vale a dire nei distretti di Mest'ia e Lent'ekhi di Georgia, lungo il corso dei fiumi Enguri, Tskhenistskali e Kodori. Alcuni parlanti svano vivono nella repubblica autonoma d'Abcasia; sebbene le condizioni rendano difficile fare una stima affidabile riguardo al loro numero, si pensa che esso si aggiri intorno ai 2 500 individui.
La lingua viene utilizzata per la comunicazione familiare e sociale casuale e non ha uno standard scritto o uno status ufficiale; la maggior parte dei laz parlano anche il georgiano, la lingua ufficiale della nazione, e la usano come la loro lingua letteraria e di lavoro. Non c'è nessuna istruzione ufficiale in lingua svana, e il numero dei parlanti è in declino a causa della dispersione della popolazione di fronte all'aumento del disagio economico. La lingua viene considerata in via di estinzione, la cui padronanza e competenza è limitata tra i giovani.

## Dialetti
La lingua svan viene suddivisa nei seguenti dialetti e sotto-dialetti:
- Bal superiore (circa 15 000 parlanti): Ushgul, Kala, Ipar, Mulakh, Mest'ia, Lenzer, Latal.
- Bal inferiore (circa 12 000 parlanti): Becho, Tskhumar, Etser, Par, Chubekh, Lakham.
- Lashkh.
- Lent'ekho: Kheled, Khopur, Rtskhmelur, Cholur

## Storia
Lo svan è la lingua che più si differenzia dalle altre nel gruppo delle lingue caucasiche meridionali e non è mutuamente intelligibile con le tre lingue sorelle (georgiano, laz e mingrelio). Si ritiene che la sua separazione dalla proto-lingua comune sia avvenuta nel II millennio a.C. o anche prima, circa mille anni prima di quella del georgiano.

## Fonologia

### Consonanti
|           | Bilabiale     | Dentale          | Palatale         | Velare        | Uvulare   | Glottale |
| --------- | ------------- | ---------------- | ---------------- | ------------- | --------- | -------- |
| Occlusiva | pʰ b pʼ ფ ბ პ | tʰ d tʼ თ დ ტ    |                  | kʰ ɡ kʼ ქ გ კ | qʰ qʼ ჴ ყ | ʔ ჸ      |
| Fricativa | f v ჶ ვ       | s z ს ზ          | ʃ ʒ შ ჟ          | x ɣ ხ ღ       |           | h ჰ      |
| Affricata |               | tsʰ dz tsʼ ც ძ წ | tʃʰ dʒ tʃʼ ჩ ჯ ჭ |               |           |          |
| Nasale    | m მ           | n ნ              |                  |               |           |          |
| Liquida   |               | l, r ლ, რ        | j ჲ              | w ჳ           |           |          |

### Vocali
|                 | Anteriore       | Anteriore   | Anteriore   | Anteriore       | Centrale        | Centrale    | Posteriore  | Posteriore |
| non-arrotondata | non-arrotondata | arrotondata | arrotondata | non-arrotondata | non-arrotondata | arrotondata | arrotondata |            |
| breve           | lunga           | breve       | lunga       | breve           | lunga           | breve       | lunga       |            |
| --------------- | --------------- | ----------- | ----------- | --------------- | --------------- | ----------- | ----------- | ---------- |
| Chiusa          | [ i ] ი i       | [ iː ] ი̄ ī  | [ y ] უ̈ ü   | [ yː ] უ̄̈ ű      |                 |             | [ u ] უ u   | [ uː ] უ̄ ū |
| Semichiusa      |                 | [ eː ] ჱ ė  |             |                 | [ ə ]¹ ჷ ə      |             |             |            |
| Semi-aperta     | [ ɛ ] ე e       | [ ɛː ] ე̄ ē  | [ œ ] ო̈ ö   | [ œː ] ო̄̈ ő      | [ ə ]¹ ჷ ə      |             | [ ɔ ] ო o   | [ ɔː ] ო̄ ō |
| Aperta          | [ æ ] ა̈ ä       | [ æː ] ა̄̈ ã  |             |                 | [ a ] ა a       | [ aː ] ა̄ ā  |             |            |

Le lettere segnate in grassetto sono standard in tutti i dialetti.
1. varia liberamente tra [ə] e [ɨ]
2. diacritici, generalmente non scritti

## Caratteristiche

### Caratteristiche familiari
Come tutte le lingue della famiglia caucasica meridionale, lo svano ha un grande numero di consonanti. Essa possiede concordanza tra soggetto e oggetto, e un sistema morfosintattico diviso-ergativo. I verbi sono marcati dall'aspetto, evidenzialità e "versione".

### Caratteristiche distintive
Lo svano mantiene la consonante /qʰ/ (occlusiva aspirata sorda), e i suoni /w/ e /j/ ed ha un repertorio vocalico più ampio del georgiano; il dialetto "bal superiore" dello svano ha più vocali di ogni altra lingua caucasica meridionale, e mostra entrambe le versioni lunghe e brevi di /a ɛ i ɔ u æ ø y/ più /ə eː/, un totale di 18 vocali (il georgiano, al contrario, ne possiede appena cinque).
La sua morfologia è meno regolare di quella delle altre tre lingue sorelle, e ci sono notevoli differenze nelle inflessioni verbali.